# Sewerynów (Gmina Iłów)
Pour les articles homonymes, voir Sewerynów.
Sewerynów  [sɛvɛˈrɨnuf] est un village polonais de la gmina d'Iłów dans le powiat de Sochaczew et dans le voïvodie de Mazovie.
Il se situe à environ 9 kilomètres au sud d'Iłów, à 14 kilomètres à l'ouest de Sochaczew et à 65 kilomètres à l'ouest de Varsovie.